# Have Yourself a Merry Little Christmas
"Have Yourself a Merry Little Christmas" é uma canção de natal escrita em 1943 por Hugh Martin e Ralph Blane sendo interpretada por Judy Garland no musical da MGM Meet Me in St. Louis (1944). O cantor Frank Sinatra regravou a canção mais tarde só que com letras modificadas a tornando um clássico do feriado natalino, gerando vários covers da música.
Em 2007, a ASCAP classificou "Have Yourself a Merry Little Christmas" como a terceira canção natalina mais tocada mundialmente. No ano de 2004, ficou em 76º lugar na lista "100 Years...100 Songs" da AFI das melhores músicas do cinema de Hollywood. Outra canção do longa-metragem "The Trolley Song" também está incluída no ranking.

## Meet Me in St. Louis
A canção foi escrita em 1943 para o filme Meet Me in St. Louis (1944) na qual a MGM havia contratado Martin e Blane para escrever várias canções da obra. O primeiro compôs a canção enquanto estava de férias em uma casa no bairro de Southside em Birmingham, Alabama. A música aparece pela primeira vez na cena em que uma família está perturbada pelos planos do pai de se mudar para a cidade de Nova York para uma promoção no emprego, deixando para St. Louis, pouco antes do início da tão esperada Exposição universal de 1904. Em uma sequência ambientada na véspera de Natal, a personagem de Esther (Judy Garland), canta a canção para animar sua irmã de cinco anos, Tootie, interpretada por Margaret O'Brien.

### Controvérsia sobre colaboração na composição
Embora Ralph Blane seja creditado por escrever a música para muitas das canções junto com Martin, seu colega afirmou em sua autobiografia que ele escreveu tanto a música quanto todas as outras canções de Meet Me in St. Louis e que "todas as chamadas canções de Martin e Blane (exceto as Best Foot Forward) foram escritas inteiramente por mim (solo) sem a ajuda de Ralph ou qualquer outra pessoa". Sua explicação para permitir que Blane recebesse o mesmo crédito pelas canções foi: "Eu estava razoavelmente satisfeito em deixá-lo receber o mesmo crédito [que eu] na tela, crédito na partitura, royalties da ASCAP, etc., principalmente porque essa situação bizarra foi causada pela minha ingenuidade e falta atroz de perspicácia empresarial".

## Mudanças na letra em outras regravações
Algumas versões originais da música escritas por Hugh Martin foram rejeitadas pela produção antes do início das filmagens. Quando apresentados ao rascunho, Judy Garland, junto com seu colega de elenco Tom Drake e o diretor Vincente Minnelli criticaram a música como deprimente e pediram a ele para mudar a letra. Embora inicialmente tenha resistido, Martin fez várias mudanças para tornar a música mais otimista. Por exemplo, os versos "It may be your last / Next year we may all be living in the past" became "Let your heart be light / Next year all our troubles will be out of sight" tornaram-se "Let your heart be light / Next year all our troubles will be out of sight". A versão de Garland da música, que também foi lançada como single pela Decca Records, tornou-se popular entre as tropas dos Estados Unidos durante a Segunda Guerra Mundial; sua apresentação no Hollywood Canteen levou muitos soldados às lágrimas.
Em 1957, quando Frank Sinatra abordou Hugh Martin para regravar a música, ele pediu que o compositor revisasse a letra para promover temas mais positivos; ele particularmente destacou o verso "until then we'll have to muddle through somehow" dizendo "o nome do meu álbum é A Jolly Christmas. Você acha que poderia alegrar alguém com esse verso?". O verso foi então substituído por "hang a shining star upon the highest bough". Martin fez várias outras alterações, mudando do tempo futuro para o presente, para que o foco da música fosse uma celebração de uma felicidade momentânea em vez do pedido de uma antecipação para um futuro melhor. No especial natalino de The Judy Garland Show, a atriz cantou a música para seus filhos Joey e Lorna Luft com a versão de Sinatra.
Em 2001, Martin, ocasionalmente ativo como pianista em ministérios religiosos desde a década de 1980, compôs um arranjo e versos inteiramente novo para a música com John Fricke, "Have Yourself a Blessed Little Christmas", uma versão religiosa para o padrão secular de Natal. A música foi gravada pela vocalista gospel Del Delker com Martin acompanhando-a ao piano.
Em uma entrevista de 2002, o vocalista da banda NewSong, Michael O'Brien, afirmou que o verso "ao longo dos anos, todos estaremos juntos se o Senhor permitir" fazia parte da música original, mas foi removido e substituído por "se as parcas permitirem" para remover a referência religiosa quando a música foi lançada. O'Brien afirmou que, enquanto pastor em uma igreja na Califórnia durante o ano de 1990, conheceu Martin, que tocava piano na igreja onde O'Brien estava servindo por uma noite, e o pastor foi informado: "Essa é a forma original, como eu escrevi, então eu quero que você cante assim".

## Covers
- Mel Tormé junto com John Williams fizeram uma versão de "Have Yourself a Merry Little Christmas" mais inclinada para o Soul, sendo incluída na trilha sonora do filme Home Alone (1990).[14] O próprio Hugh Martin classificou este novo arranjo como o seu cover favorito.[15]
- Tori Amos incluiu uma versão acústica da música como lado B de seu single de 1998 "Spark".
- Em 1993, Tatsuro Yamashita cantou "Have Yourself a Merry Little Christmas" com um orquestra incluída no álbum Season's Greetings.[16]
- A banda Chicago fez um cover dessa música em seu décimo nono álbum de estúdio, Chicago XXV: The Christmas Album, com Bill Champlin e Jason Scheff nos vocais. Este álbum foi relançado em 2003 como What's It Gonna Be, Santa?.[17][18] Também em 2003, a cantora Whitney Houston regravou a música para seu primeiro e único álbum de natal, One Wish: The Holiday Album.[19]
- No ano de 2009, a artista Keyshia Cole lançou uma versão de R&B da canção a qual atingiu a posição 58 na parada US Hot R&B/Hip-Hop Songs.[20]
- O cantor Michael Bublé regravou "Have Yourself a Merry Little Christmas" para sua coletânea natalina Christmas lançada em 2011.[21]
- Em 2014, o cantor britânico Sam Smith lançou um cover que estreou no número 90 na Billboard Hot 100, a primeira vez que alguma versão da música apareceu na lista da Billboard.[22]
- Josh Groban no ano de 2016 alcançou o primeiro lugar nas paradas adultas contemporâneas dos EUA com "Have Yourself a Merry Little Christmas".[23]
- No ano seguinte a intérprete Sabrina Carpenter a regravou, que depois iria ser incluído em seu EP Fruitcake no ano de 2023.[24]
- Em 2018, pelo menos três novas versões da música foram lançadas: John Legend alcançou o primeiro lugar nas paradas de adulto-contemporâneo dos Estados Unidos com uma versão da música de seu álbum A Legendary Christmas, com Esperanza Spalding nos vocais sendo então um dueto.[25] Azealia Banks, rapper e cantora e compositora americana, lançou um cover dessa música em seu EP de natal Icy Colors Change.[26] E enfim, a banda neozelandesa The Beths lançou um single de "Have Yourself a Merry Little Christmas".
- Em 2023, as ex-integrantes do Fifth Harmony, Ally Brooke e Dinah Jane, lançaram uma nova versão da música.[27]

## Gráficos

### Versão de Judy Garland
| Tabela (2018)        | Pico |
| -------------------- | ---- |
| Letônia (DigiTop100) | 45   |

### Versão de Frank Sinatra
| Anos (2022–2024)                      | Pico |
| ------------------------------------- | ---- |
| Austrália (ARIA)                      | 46   |
| Canadá (Canadian Hot 100)             | 32   |
| Alemanha (Offizielle Deutsche Charts) | 92   |
| Mundo (Billboard Global 200)          | 53   |
| Grécia Internacional (IFPI)           | 44   |
| Irlanda (IRMA)                        | 39   |
| Lituânia (AGATA)                      | 36   |
| Países Baixos (Single Top 100)        | 63   |
| Portugal (AFP)                        | 141  |
| Suíça (Sverigetopplistan)             | 73   |
| Reino Unido (UK Singles Chart)        | 45   |

### Versão de Michael Bublé
| Anos (2014–2024)                   | Pico |
| ---------------------------------- | ---- |
| Austrália (ARIA)                   | 48   |
| Mundo (Billboard Global 200)       | 52   |
| Itália (FIMI)                      | 20   |
| Reino Unido (UK Singles Chart)     | 78   |
| Estados Unidos (Billboard Hot 100) | 41   |
| US Holiday 100 (Billboard)         | 24   |
| US Rolling Stone Top 100           | 25   |

### Cover deChristina Aguilera
| Anos (2011–2018)                       | Pico />position |
| -------------------------------------- | --------------- |
| Lituânia (AGATA)                       | 84              |
| Países Baixos (Single Top 100)         | 95              |
| US Holiday 100 (Billboard)             | 31              |
| US Holiday Digital Songs (Billboard)   | 18              |
| US Holiday Streaming Songs (Billboard) | 14              |
| US Hot RingMasters (Billboard)         | 31              |

### Regravação de Sam Smith
Parada ilegal entrou Portugalairplay|93

Parada ilegal entrou Slovakdigital2|34

| Anos (2014–2023)                              | Pico |
| --------------------------------------------- | ---- |
| Austrália (ARIA)                              | 47   |
| Áustria (Ö3 Austria Top 75)                   | 48   |
| Bélgica (Ultratip Bubbling Under de Flandres) | 53   |
| Canadá (Canadian Hot 100)                     | 66   |
| Canadá (Billboard AC)                         | 8    |
| Canadá (Billboard Hot AC)                     | 49   |
| República Checa (Singles Digitál Top 100)     | 36   |
| Dinamarca (Hitlisten)                         | 33   |
| Finlândia (Suomen virallinen lista)           | 14   |
| France (SNEP)                                 | 95   |
| Alemanha (Offizielle Deutsche Charts)         | 41   |
| Mundo (Billboard Global 200)                  | 106  |
| Greece International (IFPI Greece)            | 70   |
| Hungria (Stream Top 40)                       | 19   |
| Irlanda (IRMA)                                | 46   |
| Latvia (DigiTop100)                           | 54   |
| Lithuania (AGATA)                             | 38   |
| Países Baixos (Single Top 100)                | 30   |
| Noruega (VG-lista)                            | 16   |
| Portugal (AFP)                                | 46   |
| Escócia (Scottish Singles Chart)              | 57   |
| Suécia (Sverigetopplistan)                    | 26   |
| Suíça (Schweizer Hitparade)                   | 38   |
| Reino Unido (UK Singles Chart)                | 53   |
| Estados Unidos (Billboard Hot 100)            | 90   |
| Estados Unidos (Billboard Adult Contemporary) | 6    |
| US Holiday 100 (Billboard)                    | 9    |